# Scopula ossicolor
Scopula ossicolor là một loài bướm đêm trong họ Geometridae.